# Ходунаевка
Ходунаевка (укр. Ходунаївка), село, 
Козиевский сельский совет,
Краснокутский район,
Харьковская область.
Код КОАТУУ — 6323583205. Население по переписи 2001 года составляет 38 (18/20 м/ж) человек.

## Географическое положение
Село Ходунаевка находится между реками Березовка и Веселая.
На расстоянии в 1 км расположено село Родное (Сумская область).
Через село проходит автомобильная дорога Р-46.

## История
- 1750 — дата основания.